# Blepharidophyllum densifolium
Blepharidophyllum densifolium là một loài rêu tản trong họ Scapaniaceae. Loài này được (Hook.) Ångström ex C. Massal. miêu tả khoa học lần đầu tiên năm 1885.